# Volta ao Algarve de 1982
A Volta ao Algarve de 1982 foi a 8.ª edição da Volta ao Algarve, uma competição de ciclismo de estrada organizada em Portugal.

## As etapas
| Etapa     | Localidades | Km | Vencedor          |
| 1.ª etapa | ?           | ?  | Luís Teixeira,    |
| 2.ª etapa | ?           | ?  | Carlos Santos,    |
| 3.ª etapa | ?           | ?  | Alexandre Ruas,   |
| 4.ª etapa | ?           | ?  | Manuel Gonçalves, |
| 5.ª etapa | ?           | ?  | Alexandre Ruas,   |
| 6.ª etapa | ?           | ?  | Belmiro Silva,    |
| 7.ª etapa | ?           | ?  | Adelino Teixeira, |

## Classificação geral
|    | Ciclista            | Equipa |   | Tempo |
| -- | ------------------- | ------ | - | ----- |
| 1. | Alexandre Ruas,     | ?      |   | ?     |
| 2. | Fernando Fernandes, | ?      | + | ?     |
| 3. | Marco Chagas,       | ?      |   | ?     |
| 4. | Manuel Zeferino,    | ?      |   | ?     |
| 5. | José Sousa Santos,  | ?      |   | ?     |

## Classificações secundárias
| Classificação por pontos          | Luís Teixeira,   |
| Classificação do melhor escalador | Eduardo Correia, |
| Classificação da melhor equipa    | F.C. Porto,      |